# Nisaetus nanus
L'aquila dal ciuffo di Wallace (Nisaetus nanus (Wallace, 1868)) è un uccello rapace della famiglia degli Accipitridi diffuso nella penisola malese e nelle isole di Sumatra e Borneo.

## Descrizione

### Dimensioni
Misura 43–58 cm di lunghezza, per un peso di 500-610 g; l'apertura alare è di 95–105 cm.

### Aspetto
È la più piccola delle aquile del genere Nisaetus. Ha becco e artigli poco sviluppati, una cresta abbastanza prominente, ali brevi e coda allungata. Tutti questi dettagli gli conferiscono una sagoma tipica, non dissimile da quella dell'aquila dal ciuffo di Blyth. I sessi sono simili e la femmina è solo del 2% più grande. I giovani sono facilmente distinguibili dagli adulti e acquisiscono il loro piumaggio definitivo intorno all'età di tre anni.
Nonostante i motivi della coda e delle barre sull'addome siano diversi, l'aquila dal ciuffo di Wallace sembra un'aquila dal ciuffo di Blyth di tre anni. Le piume delle parti superiori sono bruno-nerastre con margini chiari. La testa è nettamente striata di bruno-rossiccio opaco. La cresta nera ha l'estremità camoscio. La coda nera presenta tre bande grigiastre e una larga punta bianca. La gola è bianca con bande malari e mediane scure. Il petto varia dal bianco al color crema con strie nere. Il resto delle parti inferiori è completamente crema o camoscio con barre regolari marroni che vanno dai fianchi e dal ventre fino alla zona anale. Le zampe piumate sono più finemente barrate. Negli adulti l'iride è gialla e la cera è grigio-nerastra. Anche le zampe sono gialle.
Nei giovani il piumaggio non è distinguibile da quello delle giovani aquile dal ciuffo di Blyth, anche se la testa è più camoscio che fulva e la parte inferiore del corpo è più crema che camoscio. La gola e le zampe sono più chiare. Nei giovani esemplari che abitano l'isola di Nias (sottospecie stresemanni), la parte inferiore è interamente bianca. Le parti superiori e la cresta hanno estremità e margini chiari più larghi. I giovani hanno l'iride e la cera grigiastre.

### Voce
Le aquile dal ciuffo di Wallace emettono degli yik-yee acuti e violenti, con la seconda nota che si flette verso l'alto. Le loro grida sono state descritte anche come dei klit-kleeik. I giovani che si sono appena alzati in volo segnalano la loro nuova indipendenza con degli yii-yii-yii-yii o degli ee-ee-ee-ee-eee acuti e brevi, durante i quali sembra che annaspino o rimangano senza fiato.

## Biologia
L'aquila dal ciuffo di Wallace vive da solo o in coppia. In questa specie non è stato descritto alcun tipo di parata aerea: tuttavia, l'aquila dal ciuffo di Blyth (Nisaetus alboniger), una specie strettamente imparentata ad esso e con un areale che si sovrappone al suo, pratica un volo circolare a grandi altezze. Esegue anche una danza ondeggiante nel cielo. Possediamo poche informazioni sulle tecniche di caccia dell'aquila dal ciuffo di Wallace ma, secondo Global Raptor, la maggior parte delle prede viene catturata a partire da un posatoio dove l'uccello rimane in attesa. La specie è sedentaria e territoriale e non lascia mai i confini del proprio areale.

### Alimentazione
Le aquile dal ciuffo di Wallace si nutrono principalmente di lucertole e pipistrelli. La piccola differenza di dimensioni tra i due partner suggerisce che il menu di questi animali comprende un numero inferiore di uccelli rispetto a quello delle altre aquile del genere Nisaetus ad essi imparentate. Per lo stesso motivo, la stessa gamma delle prede catturate sembrerebbe essere molto più limitata.

### Riproduzione
La stagione di nidificazione ha luogo probabilmente da novembre a febbraio. Il nido è situato su un grande albero, su una biforcazione a circa 35 metri di altezza dal suolo. È una piattaforma piuttosto modesta costruita con pezzi di legno. Il fondo della struttura è foderato con ramoscelli carichi di foglie che vengono rinnovati fino a quando i pulcini non sono pronti a prendere il volo. La covata comprende probabilmente un unico uovo. La durata dell'incubazione e la lunghezza del soggiorno dei giovani nel nido sono ancora sconosciute.

## Distribuzione e habitat
L'aquila dal ciuffo di Wallace frequenta principalmente le foreste di alberi a foglie permanenti situate nelle pianure e nelle regioni pianeggianti, ma il suo habitat può sconfinare leggermente verso i versanti delle colline limitrofe. In alcune regioni (Sumatra, Kalimantan), è in grado di sopravvivere nelle foreste e nelle aree boschive che hanno subito una notevole diminuzione a causa degli abbattimenti, mentre in altre regioni (Malaysia) sembra essere profondamente intollerante a questo tipo di habitat. L'aquila dal ciuffo di Wallace si incontra dal livello del mare fino a 500 metri di altitudine. In alcune occasioni, ma in effetti molto localmente, può spingersi fino a 1000 metri.
Questo rapace è originario del Sud-est asiatico, dove occupa un areale abbastanza compatto, stimato in poco più di 1.100.000 km². È presente nell'estremità sud-orientale della Birmania, nel sud della Thailandia, nella penisola malese, a Sumatra e nelle isole di Nias e Bangka, così come su tutta la superficie del Borneo (Sabah, Sarawak e Kalimantan).

## Tassonomia
Ne vengono riconosciute due sottospecie:
- N. n. nanus (Wallace, 1868), presente nelle regioni meridionali di Birmania (Tenasserim) e Thailandia, nella penisola malese e nelle isole di Sumatra (compresa l'isola di Bangka) e Borneo;
- N. n. stresemanni (Amadon, 1953), endemica di Nias (un'isola al largo delle coste occidentali di Sumatra).

## Conservazione
Secondo BirdLife International, la superficie del suo areale supera 1.100.000 km². Secondo la stessa fonte, il numero complessivo di esemplari viene stimato tra le 2500 e le 10.000 unità. Tenuto conto dell'eccessivo tasso di deforestazione che si registra a Sumatra e nel Borneo e della riduzione dei siti di nidificazione che causa, la specie è fortemente in declino. In Thailandia, essa è addirittura sull'orlo dell'estinzione. Nonostante in alcune regioni si adatti bene alle aree degradate, la sua protezione è motivo di grande preoccupazione. La IUCN e BirdLife International la considerano come «vulnerabile» (Vulnerable).